# Puntius sarana
Puntius sarana es una especie de peces de la familia de los Cyprinidae en el orden de los Cypriniformes.

## Morfología
Los machos pueden llegar alcanzar los
42 cm de longitud total.

## Hábitat
Es un pez de agua dulce.

## Distribución geográfica
Se encuentra en el Afganistán, Pakistán, India, Nepal, Bangladés, Bután, Sri Lanka, Birmania  y Tailandia.